# Diversidad sexual en Europa

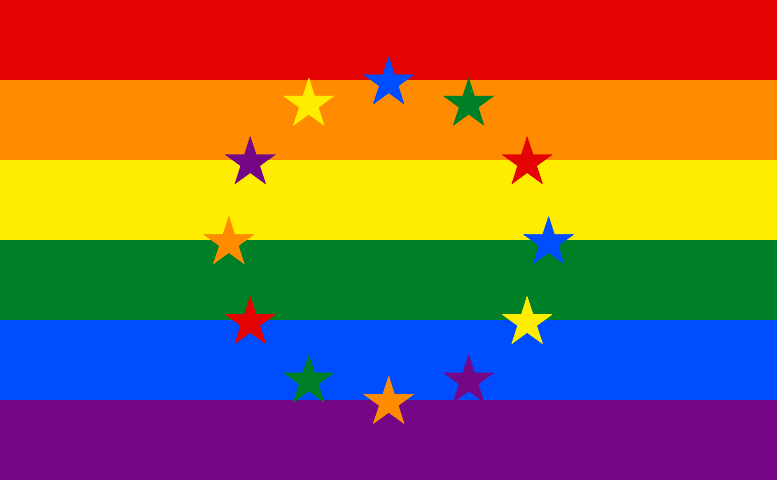

La diversidad sexual en Europa ha sido considerada de diferentes maneras a lo largo de la historia. Aunque actualmente es aceptada con relativa normalidad, ésta ha sido perseguida duramente durante diversos períodos históricos, tales como bajo la Alemania nazi o la inquisición.

## Historia
La aceptación de la homosexualidad en Europa ha variado enormemente dependiendo del período histórico, variando desde los más tolerantes de la Antigüedad y en la actualidad, hasta su persecución y castigo con la muerte en los tiempos de la Inquisición así como bajo el nazismo y el comunismo.

### En la Edad Antigua
La homosexualidad ha estado presente en las sociedades desde tiempos muy antiguos, y se han encontrado casos de homosexualidad bastante bien documentados desde la más temprana antigüedad. El lugar del homosexual en la sociedad y la percepción de la homosexualidad cambia muchísimo entre las sociedades y las épocas. En la Grecia antigua, por ejemplo, se consideraba normal que un muchacho (entre la pubertad y el crecimiento de la barba) fuera el amante de un hombre mayor, el cual se ocupaba de la educación política, social, científica y moral del amado. Pero se consideraba más extraño que dos hombres adultos mantuviesen una relación amorosa (aunque se ve que era normal en la relación entre Aquiles y Patroclo, o en las parejas de soldados tebanos y hasta en la relación entre Alejandro Magno y Hefestión).

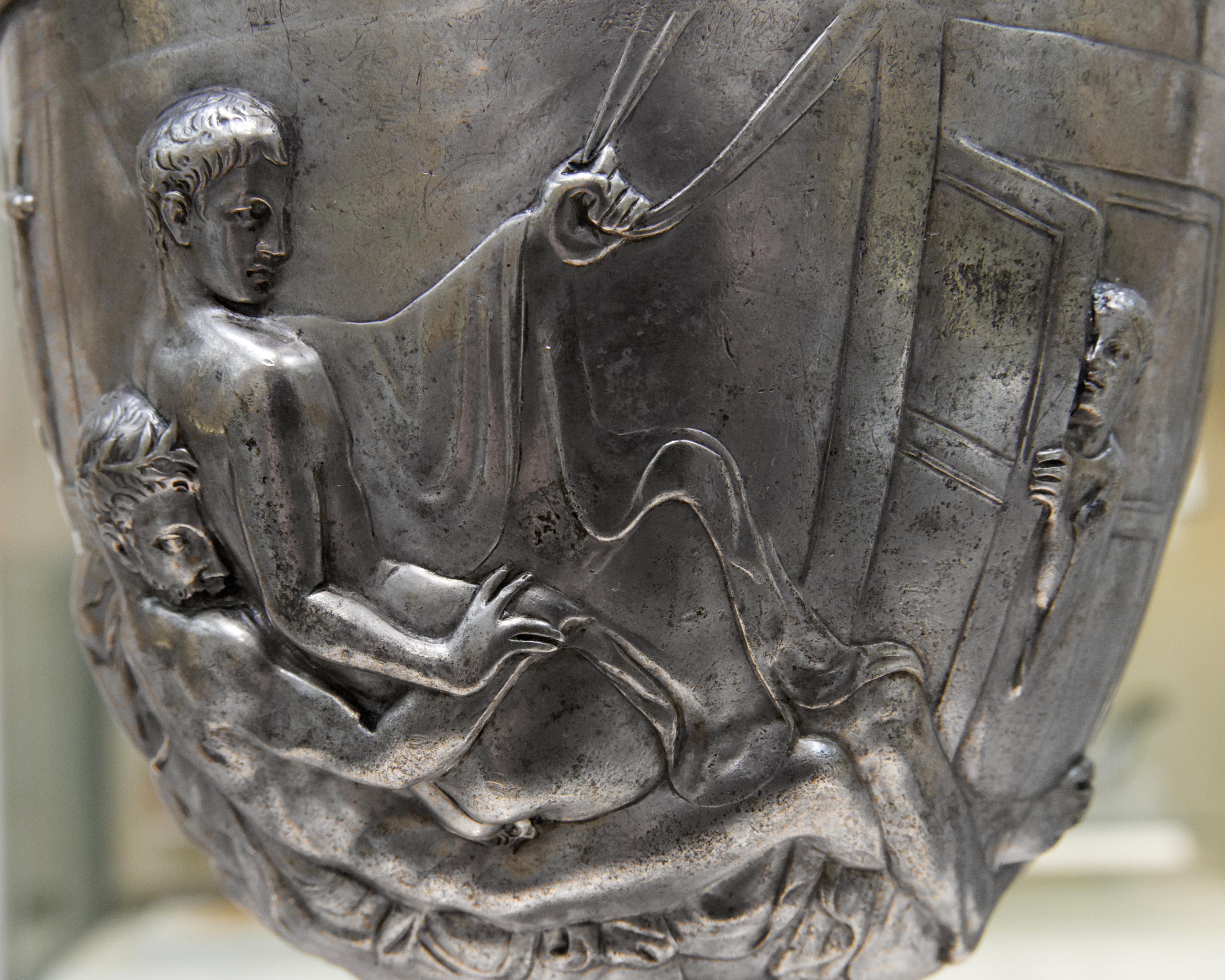
Detalle en la copa Warren de un joven siendo penetrado por un hombre.

Existen numerosos ejemplos de literatura lírica que ensalzan el amor y las relaciones homoeróticas. Los poetas latinos de la época dan por hecho que todos los hombres sienten deseo homosexual en algún que otro momento. Ejemplos de poetas con alguna obra que alaban estas relaciones son Catulo, Horacio, Virgilio u Ovidio. Cabe destacar el hecho de que ser «pasivo» no era bien visto socialmente, pues se consideraba que serlo significaba ser intelectualmente inferior y más inexperto que el que asumía un papel «activo». También es destacable que la homosexualidad femenina no estaba bien vista; la máxima griega era, a este respecto, que «la mujer era para la reproducción, pero el hombre para el placer». Se reconocía que era necesario preservar la estirpe, la especie, pero que solamente se podía encontrar placer en la relación íntima con otro hombre, ya que el hombre se consideraba un ser más perfecto que la mujer y, por lo tanto, la unión entre dos hombres sería más perfecta. Por su parte Marcial defiende las relaciones pederastas ensalzando el amor hacia el efebo, no su mero uso sexual. En un pasaje anecdótico menciona que es descubierto por su esposa "dentro de un chico", ella le recrimina con desprecio diciéndole que no le podría dar lo mismo que ella. Él replica con una lista de personajes mitológicos que, a pesar de estar casados, tienen un joven amante masculino y termina diciendo que la diferencia con una mujer es solo que ella tiene dos "vaginas".

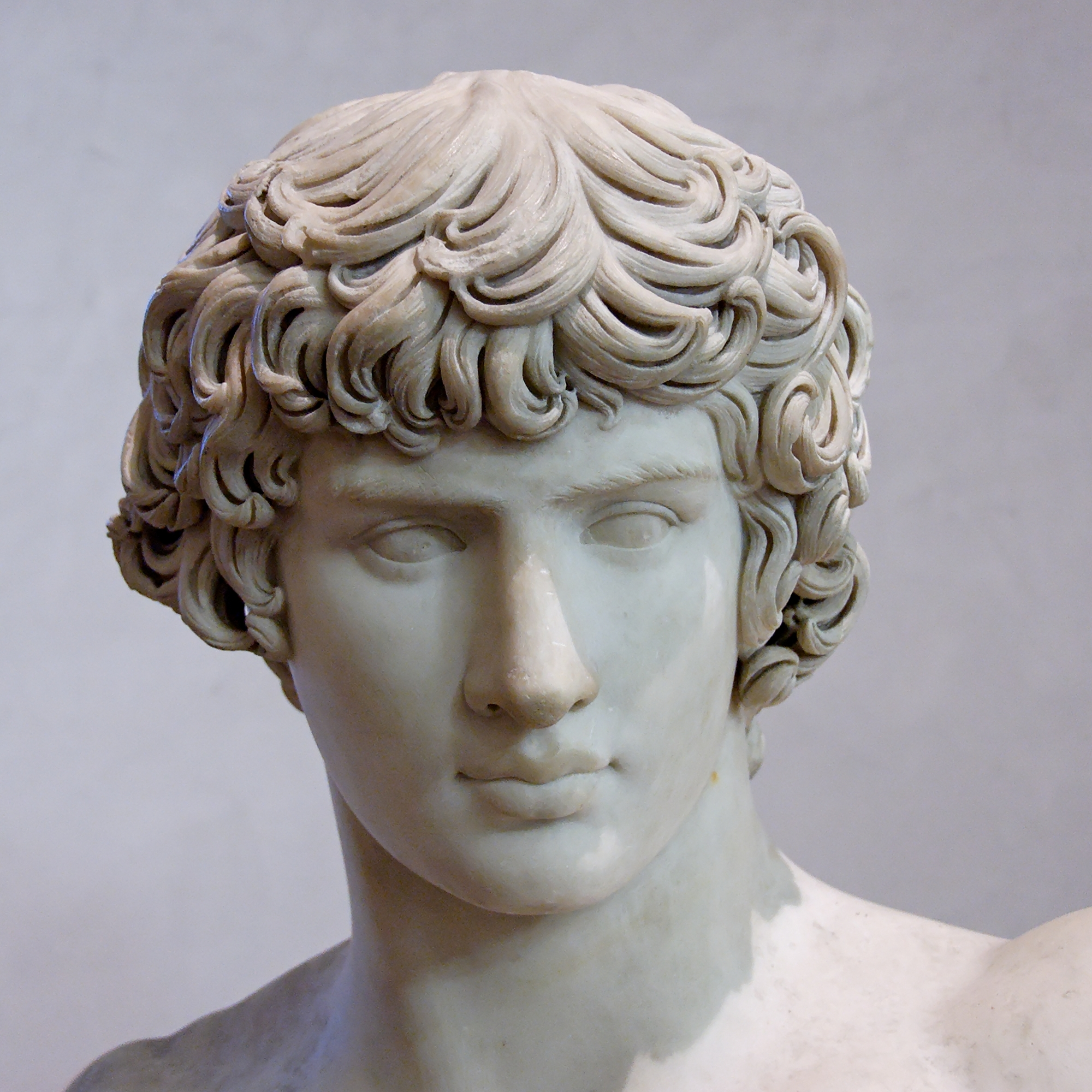
Antínoo, el joven griego amante del emperador Publio Elio Adriano.

En la antigua Roma, si bien algunos autores como Tácito o Suetonio contemplaban la homosexualidad como un signo de degeneración moral e incluso de decadencia cívica, era relativamente frecuente que un hombre penetrara a un esclavo o a un joven, mientras que lo contrario era considerado una desgracia. De Julio César, el gran genio militar, se decía que era vir omnium mulierum et mulier omnium virorum, esto es, ‘el marido de todas las mujeres y la mujer de todos los maridos’. Famoso por sus amoríos con las mujeres de la nobleza romana, los rumores sobre su homosexualidad tienen su origen en el 80 A.C., cuando el joven Julio César fue enviado como embajador a la corte de Nicomedes. Al parecer, el rey asiático quedó tan deslumbrado con la belleza del joven mensajero romano que lo invitó a descansar en su habitación y a participar en un festín donde sirvió de copero real durante el banquete. Su estancia en Bitinia generó fuertes rumores de que ambos —Julio César y Nicomedes— fueron amantes, lo cual motivó a los adversarios políticos de Julio César a llamarle «reina de Bitinia», incluso tiempo después de su estancia en el reino. Tanto a Marco Antonio como a Octavio (este último conocido después como César Augusto) se les señaló que tenían amantes masculinos. De nuevo Suetonio consigna que el emperador Nerón, tomando el papel pasivo con el liberto Doryphorus, imitaba los gritos y gemidos de una mujer joven. También el emperador Galba se sentía atraído por hombres fuertes y experimentados. Y en varias ocasiones se informa que los soldados eran asaltados sexualmente por sus oficiales superiores.
En el siglo I Suetonio y Tácito constatan la generalización de matrimonios entre hombres sin trabas, ya que el matrimonio en la sociedad romana era un contrato privado. El emperador Nerón fue el primer emperador romano que se casó con otro hombre, un joven eunuco de palacio llamado Esporo y convertido en Sabina por Nerón para reemplazar a su amada y fallecida Popea. Edward Gibbon ya en 1776 confirma que de los doce primeros emperadores solo a Claudio le interesaban exclusivamente las mujeres. Todos los demás tuvieron chicos u hombres como amantes. El hecho de que Claudio no tuviera ningún amante masculino fue objeto de crítica por parte de Suetonio en su obra Las vidas de los doce césares.
La práctica de la pederastia tiene su cenit durante el reinado del emperador Adriano. Es famoso su amor por el joven griego Antínoo. Tras su prematura muerte ahogado Adriano erigió templos en Bitinia, Mantineia y Atenas en su honor, y hasta le dedicó una ciudad, Antinoópolis. Cabe destacar al joven emperador Heliogábalo, conocido por sus numerosos amantes y que a principios del siglo III siendo adolescente escandalizó a sus contemporáneos casándose públicamente dos veces vestido de mujer, adoptando así explícitamente el papel pasivo en la relación. Son múltiples las anécdotas sobre su comportamiento lascivo, y los soldados de su guardia personal eran conocidos como los «rabos de burro» por ser reclutados en las termas entre los mejor dotados. El también emperador del siglo III Filipo el Árabe, a pesar de que se cree que fue el primer emperador cristiano, fue conocido por su afición a los muchachos. La aceptación social de las relaciones pederastas y homoeróticas fue decayendo a lo largo de los siglos a medida que se fue implantando el cristianismo.

### La Inquisición

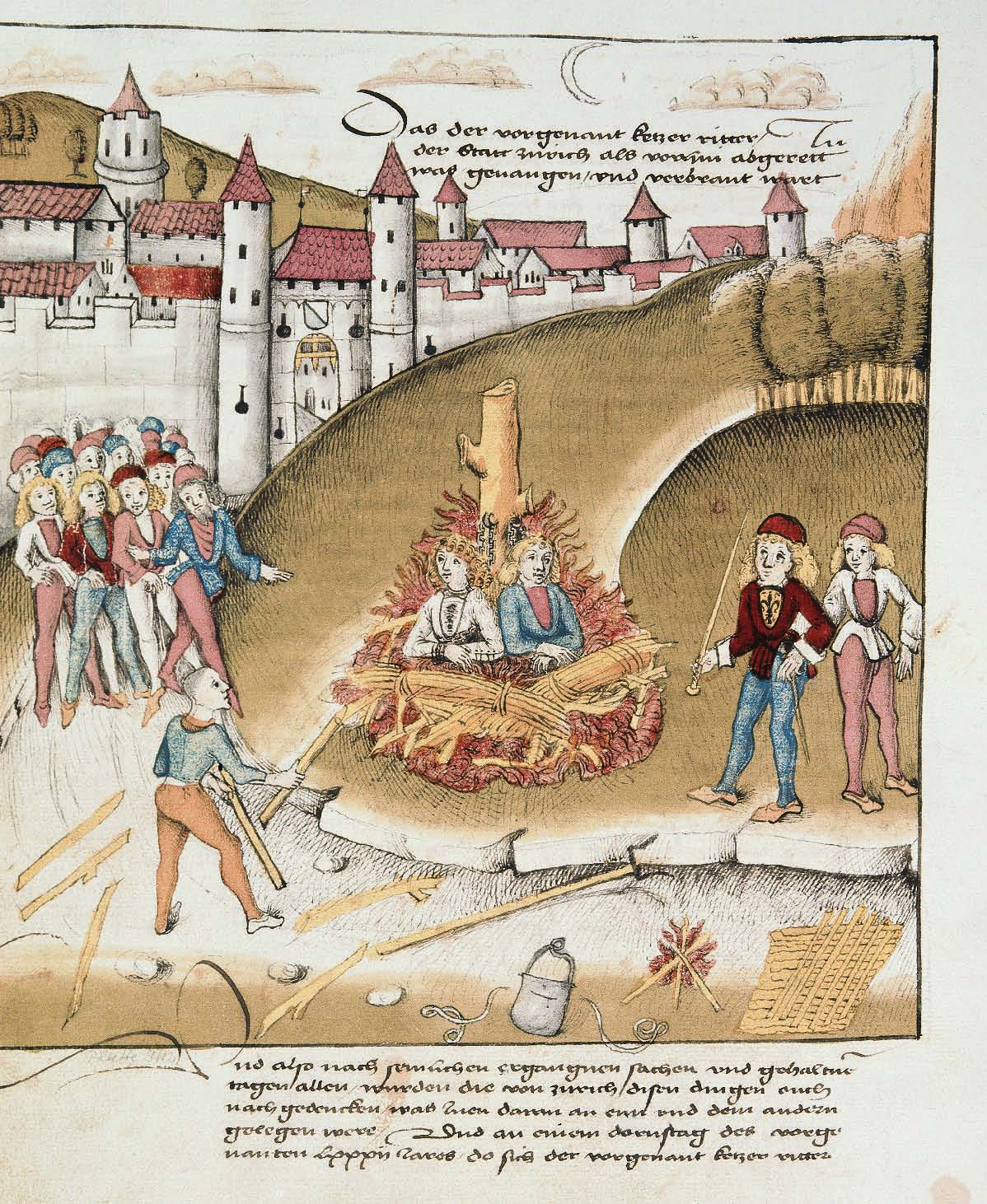
Quema del caballero de Hohenberg y de su sirviente condenados a morir en la hoguera por sodomía junto a la muralla de Zúrich, 1482.

La persecución de la homosexualidad por la Iglesia católica fue constante a lo largo de la Edad Media, si bien la sodomía (concepto normalmente utilizado) era una acusación útil que a veces se unía, y no siempre se distinguía, de la de herejía, lo que hace francamente difícil cualquier análisis.[cita requerida] Los procesos más sonados, como el ataque contra los templarios, acusados de entregarse a prácticas homosexuales y heréticas, son sospechosos de ser promovidos por razones políticas. En circunstancias normales los nobles y privilegiados eran raramente acusados de esta clase de delitos, que recaían casi enteramente sobre personas poco importantes y de las que tenemos pocos datos.
Durante los siglos del V al XVIII, la tortura y la pena capital, generalmente en la hoguera, eran los suplicios a los que se condenaba en la mayor parte de Europa a los homosexuales. La Santa Inquisición de la Iglesia Católica no se diferencia mucho en su persecución de la homosexualidad de lo que era corriente en casi todas partes, y consideraba la homosexualidad un pecado nefando.
Aún se conservan expresiones en el lenguaje que hacen referencia a la quema en la hoguera de los homosexuales:
- finocchio ('finoquio'), que en italiano significa 'maricón' y también 'hinojo' (porque se envolvía a la persona en hojas de hinojo para retardar su agonía entre las llamas); aunque existe una opinión errónea (teñida de homofobia) de que la acepción insultante es moderna y proviene del término "caer de hinojos" o 'arrodillarse' (para realizar sexo oral). Pero en italiano "rodilla" es ginocchio y no finocchio;
- faggot, que en inglés actual significa 'maricón' pero en el pasado quería decir 'haz de leña'[cita requerida] y se relaciona con la leña con que los homosexuales eran quemados por su pecado contra natura.

### Homosexualidad en la piratería
En un ambiente marítimo carente de mujeres o grupo social de un mismo sexo, la homosexualidad y las prácticas homosexuales eran ampliamente aceptadas y parte de la vida diaria en el mundo de los bucaneros o piratas. La mayoría de los piratas rechazaban la heterosexualidad incluso cuando en los puertos existía la posibilidad de tener contactos sexuales con mujeres, generalmente prostitutas. Las mujeres capturadas rara vez eran utilizadas sexualmente, sino más bien eran usadas para pedir rescate. Algunos piratas preferían a los muchachos jóvenes; debido a ello solían raptarlos y obligarlos a aprender sobre marinería y eran entrenados por un pirata tutelar. El pirata y su «aprendiz» creaban fuertes lazos, llegaban incluso a dormir y comer juntos y en algunas ocasiones compartían el botín.
Los piratas conformaron los primeros «matrimonios» o uniones homosexuales de la historia moderna en la institución conocida como matelotage. Era una unión contractual entre dos hombres, que incluía la herencia de los bienes en caso de fallecimiento de uno de los «cónyuges». El «matelot» era generalmente el pirata, pareja sexual o compañero más joven o económicamente desfavorecido. También se conocen casos de piratas mujeres con tendencias o rasgos homosexuales; tal es el caso de Anne Bonny y Mary Read.

### sigloXIXe inicios delsigloXX
Durante la Revolución francesa  cambian totalmente la política, la economía y la sociedad de Francia, acabando con el absolutismo y el feudalismo; también la Iglesia católica ve reducida drásticamente su influencia. Los cambios en el código penal surgido de la Revolución, en los que no se menciona la sodomía, se extenderán por toda Europa gracias al emperador Napoleón y serán la base para nuevos códigos penales en los que la homosexualidad ya no es delito. Este hecho de principios del siglo XIX marca una nueva etapa para las relaciones entre homosexuales en gran parte del continente. La homosexualidad es legalizada en Portugal en 1852 y en Polonia en 1932. De todas maneras, aún persistían legislaciones en contra de la homosexualidad como el Párrafo 175 en Alemania, la subida de la edad de consentimiento a relaciones entre homosexuales a los 21 años en los Países Bajos en el 1911 o la consideración que la homosexualidad es un crimen castigado con hasta dos años de cárcel en el código penal finlandés de 1889. Es un hecho constatable de que en ninguna de estas legislaciones aparecían referencias al matrimonio entre homosexuales.
Ya a finales del siglo XIX aparece en Alemania un fuerte movimiento homosexual con epicentro en la ciudad de Berlín (donde incluso se pueden comprar publicaciones gais en los kioscos),. Es en este estado donde aparecieron la primera revista dirigida al público homosexual, Der Eigene (en 1896) y las primeras películas de temática gay, caso de Anders als die Andern (de 1919).

### Totalitarismo delsigloXX
Posteriormente a este período de florecimiento del movimiento homosexual, en diversos países europeos se instalaron regímenes dictatoriales que llevaron en muchos casos a un recrudecimiento de la legislación y las actitudes ante la homosexualidad. Algunas de estas dictaduras fueron la nacionalsocialista de Adolf Hitler (en Alemania), las fascistas de Benito Mussolini (en Italia), de Francisco Franco (en España) y del Estado Nuevo (en Portugal), y las comunistas y socialistas en el este, que tampoco mejoraron los derechos del colectivo homosexual.

#### Dictaduras de ultraderecha (nazismo, fascismo y franquismo)

Símbolo que se cosía en la ropa a los encarcelados por homosexualidad en los campos de exterminio nazi.

El fascismo, así como otras corrientes dictatoriales de similar ideología, tuvieron su punto álgido en Europa durante los años 30. Gran parte de Europa se vio afectada por estos regímenes totalitarios, pues el expansionismo de la Alemania nazi por gran parte de Europa, exceptuando a Reino Unido e Irlanda, así como de otras dictaduras aliadas o neutrales (la Italia de Benito Mussolini o la España de Francisco Franco) provocaron que los Estados con estos sistemas políticos abarcasen mayor parte del continente. Bajo estas dictaduras, en numerosos casos se otorga a las autoridades eclesiales el control de la moral pública y privada. Esto incluye una ética sexual represiva hacia cualquier desviación sobre el modelo imperante de lo masculino o lo femenino, lo que se ve reflejado en las leyes, tales como la Ley de Vagos y Maleantes de 1954 (una ley española destinada "A los homosexuales, rufianes y proxenetas, a los mendigos profesionales y a los que vivan de la mendicidad ajena, exploten menores de edad, enfermos mentales o lisiados"), o la persecución de los homosexuales en la Alemania nazi.
En la Alemania nazi se detuvieron por homosexualidad a unas 100.000 personas, de las que unas 50.000 fueron condenadas a prisión. Además, se estima que en este período fueron asesinados entre 15.000 y 600.000 homosexuales (la disparidad radica en contar o no a los judíos), la gran mayoría de ellos en campos de concentración, donde los médicos experimentaban con ellos para encontrar el "gen de la homosexualidad" con el fin de "curar" a futuros homosexuales alemanes. Además, también los gais eran víctimas de sus propios compañeros de cárcel o campo de concentración dado que la homofobia estaba extendida en aquella época. En España, durante el franquismo, se estima que un total de unas 5.000 personas fueron detenidas por tener un comportamiento gay.

#### Dictaduras comunistas
Tras la Revolución de 1917, los bolcheviques abolieron las leyes zaristas. En los nuevos códigos penales rusos de 1922 y 1926, se retiró la tipificación de la homosexualidad. Sin embargo, la simpatía inicial hacia las relaciones homosexuales cambió pronto a una condena de las mismas por «antisoviéticas» o «atrasadas», particularmente si implicaban al clero en un Estado que promovía activamente el ateísmo. Ello condujo a ilegalizar la sodomía en varias repúblicas de la parte asiática de la Unión Soviética: Azerbaiyán (1923), Uzbekistán (1927) y Turkmenistán (1927). Tras la propuesta de Yagoda de castigar las «organizaciones de pederastas» (especialmente referidas a la prostitución masculina) a las que acusaba de conspirar con objetivos contrarrevolucionarios, en 1934, se volvió a criminalizar en toda la Unión Soviética la homosexualidad masculina.
Desde el inicio de los 50 hasta 1989 todos los estados de Europa Oriental estuvieron bajo gobiernos comunistas controlados por la Unión Soviética, país en el que la homosexualidad continuó siendo perseguida. La homosexualidad se legalizó en 1961 en Hungría, 1962 en Checoslovaquia, 1968 en Bulgaria y Alemania Oriental. La excepción fue Rumania, donde se elaboró el Artículo 200 que persiguía las relaciones homosexuales tanto en público como en privado.[cita requerida]

### Actualidad

Legalización del sexo LGBT, uniones civiles y matrimonios igualitarios en Europa desde 1900.

A medida que estas dictaduras han ido cayendo, la democracia ha aparecido en toda Europa. Cabe destacar que desde entonces, la Iglesia ha ido perdiendo influencia en la vida política, pues la separación entre la Iglesia y el Estado se convirtió poco a poco en una realidad. Este hecho, sumado a la aparición y fortalecimiento del movimiento gay, ha sido un factor importante para la modernización de la sociedad europea y la aceptación de la homosexualidad. En esta línea, las diferentes administraciones tanto europeas, estatales como regionales, han ido eliminando las leyes que penaban y/o discriminaban a los homosexuales primero y, más recientemente, han adoptado legislaciones encaminadas a dar los mismos derechos tanto a homosexuales como a heterosexuales, tales como las uniones civiles o el matrimonio igualitario, así como de erradicar y castigar la homofobia. Un ejemplo de esta línea es el hecho que el Parlamento Europeo (el único organismo de la Unión que es escogido directamente por los europeos) considera a la homofobia como un miedo y aversión irracional hacia la comunidad LGBT basada en prejuicios y la compara, por ejemplo, al racismo o a la xenofobia. Esta institución comunitaria se opone firmemente a la discriminación (entre ellas, la que tiene por motivo la orientación sexual) y pide que los estados garanticen la protección a la comunidad LGBT de actos homófobos, que se intensifique la lucha contra la homofobia (mediante métodos educativos, administrativos, judiciales y legislativos) y que la Comisión Europea se asegure de que todos los estados cumplen con la Carta de derechos fundamentales de la Unión Europea y de los tratados de la Comunidad Europea.
De todas maneras, y a pesar de esta tendencia iniciada después de la Segunda Guerra Mundial, cabe destacar que en las jóvenes democracias de Europa Oriental resiste con cierta importancia la homofobia, y la aceptación de la homosexualidad no es tan alta como en Europa Occidental.

## Derechos del colectivo
| Estado de la UE                                        | A favor del matrimonio | A favor de la adopción |
| Países Bajos                                           | 82%                    | 69%                    |
| Suecia                                                 | 71%                    | 51%                    |
| Dinamarca                                              | 69%                    | 44%                    |
| Bélgica                                                | 62%                    | 43%                    |
| Luxemburgo                                             | 58%                    | 39%                    |
| España                                                 | 56%                    | 43%                    |
| Alemania                                               | 52%                    | 42%                    |
| República Checa                                        | 52%                    | 24%                    |
| Austria                                                | 49%                    | 44%                    |
| Francia                                                | 48%                    | 35%                    |
| Reino Unido                                            | 46%                    | 33%                    |
| Finlandia                                              | 45%                    | 24%                    |
| Irlanda                                                | 41%                    | 30%                    |
| Italia                                                 | 31%                    | 24%                    |
| Eslovenia                                              | 31%                    | 17%                    |
| Portugal                                               | 29%                    | 19%                    |
| Estonia                                                | 21%                    | 14%                    |
| Eslovaquia                                             | 19%                    | 12%                    |
| Hungría                                                | 18%                    | 13%                    |
| Malta                                                  | 18%                    | 7%                     |
| Lituania                                               | 17%                    | 12%                    |
| Polonia                                                | 17%                    | 7%                     |
| Grecia                                                 | 15%                    | 11%                    |
| Chipre                                                 | 14%                    | 10%                    |
| Letonia                                                | 12%                    | 8%                     |
| Bulgaria                                               | 15%                    | 12%                    |
| Rumania                                                | 11%                    | 8%                     |
| Datos del Eurobarómetro de septiembre-octubre de 2006. |                        |                        |

Consecuentemente con la nueva visión de la homosexualidad que ha ido tomando fuerza desde la vuelta de la paz y la democracia a Europa, los diferentes Estados han ido amoldando sus leyes en esta línea, es decir, en la de dejar de perseguir a los homosexuales primero y, más tarde, a la de otorgar nuevos derechos a los miembros de este colectivo. Es especialmente a partir de los años 90 cuando estos derechos empiezan a aparecer; algunos ejemplos son las uniones civiles o el matrimonio igualitario. Todo esto ha provocado que Europa se sitúe a la vanguardia de la defensa del colectivo LGBT, pues también se está avanzando en los derechos de los transexuales en estados como España.
Estas medidas son generalmente apoyadas por la mayor parte de la población; un ejemplo es el grado de aceptación del matrimonio entre personas del mismo sexo y de la adopción por parte de estas parejas en los diferentes estados de la Unión Europea según el Eurobarómetro de otoño de 2006 (a la derecha).

### Uniones civiles
Las uniones civiles aparecieron a finales de los años 80 y principios de los 90 para crear un nuevo tipo de unión familiar similar al matrimonio pero centrado en las parejas cuyos componentes son del mismo sexo (pues no se podían casar en el momento de la puesta en marcha de estas uniones). Los primeros estados en adoptarlas fueron europeos, Dinamarca (en 1989) y Noruega (en 1993), hasta la fecha, gran parte de los estados y regiones europeas han acogido a las uniones civiles (Francia en 1998, Alemania en 2001 o Reino Unido en 2004),  Estonia en 2014 y Andorra también en 2014 (Llei 34/2014, del 27 de noviembre); así como otros estados o regiones de otros continentes (como Israel en 1994 o algunos estados de Estados Unidos).

### Matrimonio
El matrimonio igualitario fue regulado por primera vez en 2001 en los Países Bajos con el objetivo de dar un paso más al dado con las uniones civiles, equiparando ya totalmente a las parejas compuestas por homosexuales de las de heterosexuales, llegando a incluir el derecho de adopción (tal y como pasa en España). Aun así, en Europa se ha legalizado en Países Bajos (2001), Bélgica (2003), España (2005), Noruega (2009), Suecia (2009), Portugal (2010), Islandia (2010), Dinamarca (2012), Francia (2013), Luxemburgo (2015), Reino Unido, Irlanda (2015), Finlandia (2017), Malta (2017), Alemania (2017) y Austria (2019) mientras que en el resto de los estados o está sujeto a debate o no se ve una aprobación cercana.  Algunas parejas en Polonia luchan por reconocimiento de matrimonio en el Tribunal Europeo de Derechos Humanos, por ejemplo en el caso Andersen v. Poland.
Normalmente los partidos ecologistas, socialistas, socialdemócratas, centristas y liberales están a favor; sin embargo, los conservadores, democristianos y nacionalistas se oponen a la legalización. En Italia, los socialdemócratas de Romano Prodi consideraban que el matrimonio igualitario era «muy radical», aunque posteriormente el primer ministro Matteo Renzi afirmó durante la apertura de la Asamblea Nacional del Partido Demócrata que debía aprobarse el matrimonio entre personas del mismo sexo, para «cerrar una cuestión abierta en Italia desde hace demasiados años y que exige una solución definitiva». Sin embargo, en países como Holanda, Noruega o Suecia los partidos conservadores están a favor y han aprobado en el parlamento leyes de extensión del derecho al matrimonio a parejas del mismo género.

## Sociedad y homosexualidad

### Homofobia
A pesar de los avances respecto al tema de los derechos del colectivo LGBT en Europa y de la lucha contra la homofobia, ésta no ha desaparecido, y se mantiene en los antiguos estados comunistas. También en Italia todavía la homofobia es fuerte, a pesar de ser uno de los países más progresistas del continente y miembro de la Unión Europea.
En el caso de los deportes, también existe homofobia y uno de ellos es en el fútbol. Así, el ex-seleccionador nacional de Inglaterra, seleccionador nacional de Rusia, Fabio Capello, declaró en una entrevista que «El fútbol no es para mariquitas» y el presidente de la Federación Croata de Fútbol, Vlatko Marković, afirmaba que no permitiría la presencia de jugadores homosexuales en la selección nacional, mientras que su vicepresidente, Zdravko Mamić, decía que «los gays están hechos para el ballet». Diversas personalidades del fútbol han aconsejado a los deportistas gais que no salgan del armario. En 2014 grandes equipos de la liga inglesa como el Arsenal, el Chelsea, el Manchester United y el Manchester City respaldaron una campaña contra la homofobia en el fútbol que apuesta por "una cultura de tolerancia en el deporte".
También en música existe la homofobia: una controversia se desató en el Festival de San Remo, cuando se promocionó un tema musical con mensajes homofóbicos.

#### Desde las instituciones
En el ámbito institucional (especialmente a nivel estatal y municipal), cabe destacar algunos casos de homofobia que, si bien son condenados por las instituciones europeas, continúan dándose.
| Estado               | A favor del matrimonio | A favor de la adopción |
| Noruega              | 91%                    | 67%                    |
| Suecia               | 90% (2015)             | 78%                    |
| Dinamarca            | 87%                    | -                      |
| España               | 84%                    | 72%                    |
| Irlanda              | 80%                    | -                      |
| Alemania             | 67% (2013)             | 71%                    |
| Bélgica              | 77%                    | 67%                    |
| Luxemburgo           | 75%                    | -                      |
| Francia              | 71% (2015)             | 53% (2013)             |
| Reino Unido          | 71% (2015)             | 65%                    |
| Finlandia            | 66%                    | -                      |
| Austria              | 62%                    | -                      |
| República Checa      | 57%                    | -                      |
| Malta                | 65%                    | -                      |
| Portugal             | 61%                    | -                      |
| Italia               | 55%                    | 41%                    |
| Eslovenia            | 54%                    | -                      |
| Hungría              | 39%                    | 42%                    |
| Croacia              | 37%                    | -                      |
| Chipre               | 37%                    | -                      |
| Estonia              | 31%                    | -                      |
| Polonia              | 28%                    | 27%                    |
| Datos más recientes. |                        |                        |

Un ejemplo de esta homofobia: el anterior gobierno de Polonia, formado por partidos nacionalistas conservadores había legislado en contra de la "promoción de la homosexualidad" (en un principio se proponía que los homosexuales no pudieran ser profesores, pero después se intentó suavizar, sin aclarar qué sería penado), se ha investigado la presunta homosexualidad de los Teletubbies para ver si la fomentaba entre los niños polacos, o prohibido la emisión de un episodio de Little Britain por la aparición de un cura homosexual y su pareja. Más habituales son las prohibiciones o intentos de los desfiles de homosexuales (tales como el del día del orgullo gay) en diferentes ciudades, entre ellas Moscú, Varsovia, Poznan o Riga. En el caso de Moscú, posteriormente, un grupo de gais y lesbianas fueron insultados y agredidos por nacionalistas y ortodoxos radicales al intentar llegar al Ayuntamiento para entregar una carta a favor de la marcha del orgullo gay y las autoridades, en vez de protegerles, detuvieron a veinte de los activistas. El alcalde de la ciudad calificó la marcha como 'acto satánico'.

Mapa sobre la situación de la adopción homoparental en Europa.
Adopción permitida
Adopción legal de hijastros
Sin reconocimiento o ambiguo
Adopción homoparental prohibida

#### Desde la sociedad
Socialmente, la homofobia aún tiene importancia en determinados sectores. Esta se expresa de distintas maneras:
- La de comentarios homófobos tiene un gran historial, como por ejemplo la de Rocco Buttiglione concibiendo la homosexualidad como "un pecado",[57] las de un primer ministro polaco que dijo que "Si una persona intenta contagiar a otras su homosexualidad, el Estado debe intervenir en esta violación de la libertad"[58] o la de Alessandra Mussolini (nieta del dictador) a Vladimir Luxuria (parlamentaria transgénero) "Mejor ser fascista que maricón".[59]
- También las encuestas y los estudios muestran el grado de homofobia existente, indicándonos algunos de ellos que más del 40% de los rumanos piensa que los homosexuales deben ser expulsados del país.[55]
- Las agresiones y acoso no son muy habituales en Europa, pero suceden. Un ejemplo podría ser la que sucedió el 6 de octubre de 2002, cuando un hombre acuchilló a Bertrand Delanoë en el abdomen durante un acto público: el alcalde de París (uno de los primeros políticos que han hecho pública su homosexualidad en Francia) fue intervenido y tras unos días de descanso volvió al Ayuntamiento. En sus primeras declaraciones, el detenido reconoció que no le gustaban "los políticos y particularmente los gays".[60][61] También entra en este grupo se encuentran las agresiones que sufrieron dos jóvenes homosexuales cuando se besaban en una piscina pública de Madrid,[62] o los sucesos que acontecieron durante la marcha de 2004 en Cracovia llamada "Desfile de la Tolerancia", donde un grupo de personas acompañaron a los manifestantes intimidándolos gritando "¡Asesinos!" "¡Maricones al hospital!", "¡Pervertidos, fuera de Cracovia!"; la policía intervino para evitar que los contramanifestantes agredieran a los participantes en el Desfile de la Tolerancia deteniendo a 20 personas a pesar de eso dos manifestantes fueron ingresados en el hospital por quemaduras (una de ellas porque un ultraderechista lanzó una bolsa con ácido a la multitud).[63]

### Políticos homosexuales
Es especialmente desde hace unos años cuando algunos políticos homosexuales han "salido del armario" e incluso han convertido este asunto, que podría haberles resultado un problema, en una ventaja. Algunos de estos políticos que han reconocido públicamente su orientación homosexual son Klaus Wowereit (actual alcalde de Berlín), Bertrand Delanoë (exalcalde de París), Guido Westerwelle (antiguo presidente del Partido Liberal Democrático en Alemania), Ole von Beust (alcalde de Hamburgo), Miquel Iceta (ministro de Política Territorial y Función Pública de España desde 2021), Joop Wijn (Ministro de Economía holandés de 2006 a 2007), Alfonso Pecoraro Scanio (bisexual, líder de Los Verdes en Italia Ministro de Medio Ambiente italiano) y Andreas Carlgren (Ministro de Desarrollo Sostenible sueco), así como Jóhanna Sigurðardóttir (primera ministra de Islandia) primera persona abiertamente homosexual en presidir un Estado en el Mundo, y Elio Di Rupo (primer ministro de Bélgica) primer hombre abiertamente gay en ser primer ministro del Mundo.
En España, el primer político que dio a conocer públicamente su homosexualidad fue Miguel Iceta, diputado del PSC, durante las elecciones de 1999. En 2000, el exministro socialista de Educación, Jerónimo Saavedra, también sale del armario en el prólogo del libro Outing en España de Fernando Bruquetas. Más tarde lo haría José María Mendiluce, candidato de Los Verdes al ayuntamiento de Madrid en enero de 2003, durante la campaña electoral. En la actualidad, el político homosexual más conocido es Pedro Zerolo, activista y miembro del PSOE, fue concejal en el Ayuntamiento de Madrid entre 2003 y 2015; menos conocido es Pepe Araújo, edil del PP por Orense, primer edil del PP que se casa.
Pero no sólo hay políticos homosexuales en la actualidad: en el pasado, aunque en menor medida que en la actualidad, hubo diferentes personalidades políticas homosexuales, algunas de las cuales ocuparon cargos importantes, como Walther Rathenau (ministro de Asuntos Exteriores alemán en 1922).

#### Ole von Beust
Ole von Beust, político alemán miembro de la Unión Cristianodemocrática Alemana y alcalde de Hamburgo de 2001 a 2010, declaró su homosexualidad en agosto de 2003, protagonista de un escándalo político que sacudió a la ciudad de Hamburgo, pues destituyó al vicealcalde Ronald Schill ya que al haber descubierto su condición sexual, pretendía usarla para chantajearle. En esa legislatura, von Beust gobernaba con el apoyo de un partido populista derechista.
Tras el escándalo se celebraron elecciones anticipadas para el Estado de Hamburgo, en las cuales su candidatura obtuvo la mayoría absoluta, pasando del 26,2% de los votos (en 2001) al 47,2% (en 2004). Estos resultados conforman los segundos mejores resultados de la Unión Demócrata Cristiana de Alemania en las municipales de la ciudad, sólo siendo superadas por los de 1953.

Bertrand Delanoë

#### Bertrand Delanoë
Bertrand Delanoë, del Partido Socialista, fue alcalde de París (2001-2014); se hizo famoso por ser el primer político francés en declarar su homosexualidad, en una entrevista televisada en 1999.
El 6 de octubre de 2002, un hombre acuchilló a Bertrand Delanoë en el abdomen durante un acto público. El alcalde de París fue intervenido y, tras unos días de descanso, volvió al Ayuntamiento. En sus primeras declaraciones, el detenido reconoció que no le gustaban "los políticos y particularmente los gais".

A pesar del ataque sufrido en la Nuit Blanche, la carrera política y la imagen de Delanoë no se han visto afectadas negativamente por el hecho de ser homosexual; esto es demostrado por su popularidad en Francia demostrada en que el 49% de los franceses veía en 2007 a Bertrand Delanoë como un buen primer secretario de su partido, el Partido Socialista (por delante de Ségolène Royal, con el 34%, y sólo superado por Dominique Strauss-Kahn, con el 62%).

#### Vladimir Luxuria
Vladimir Luxuria es una parlamentaria italiana independiente que participó en las listas de Refundación Comunista. Luxuria se considera a sí misma como transgénero, pues se siente mujer a pesar de haber nacido en un cuerpo de hombre y no se ha cambiado quirúrgicamente de sexo. Esta condición sexual ha sido el motivo de varios ataques y problemas, tales como el de Alessandra Mussolini (como se menciona en el apartado de homofobia) diciéndole que era "Mejor ser fascista que maricón", el de varias personas (entre ellas políticos del nacionalista Alianza Nacional) al tirarle hinojos (en italiano finocchio, que en italiano también significa "maricón") o el incidente acontecido cuando fue al servicio de señoras (como todo el mundo sabía) y una parlamentaria de Forza Italia llamó a seguridad aludiendo que Luxuria era un hombre y no podía estar allí.
Cabe destacar que Luxuria también es una activista en pro de los derechos de los homosexuales y ha sido una de las organizadoras de la primera marcha del orgullo gay celebrada en Italia (con fecha de 2 de julio del 1994 en Roma) así como ha sido directora artística del Círculo de cultura homosexual Mario Mieli.

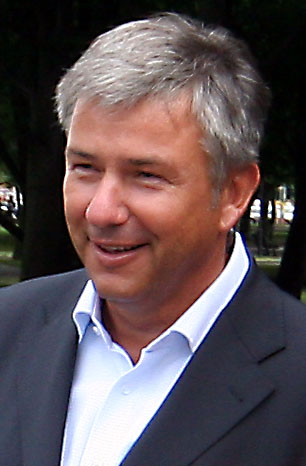
Klaus Wowereit

#### Klaus Wowereit
Klaus Wowereit es un político alemán miembro del Partido Socialdemócrata Alemán y es alcalde de Berlín desde 2001. Wowereit es uno de los políticos más famosos que se han declarado abiertamente como homosexuales; lo hizo antes de las elecciones municipales de 2001 en una conferencia del SPD con la siguiente frase: "Soy gay, y está bien así". En general se cree que su decisión de "salir del armario" públicamente fue tomada porque después de su nombramiento como el candidato a la alcaldía de Berlín, Wowereit sintió que la prensa amarilla alemana estaba ya "sobre la pista". Así que declaró su homosexualidad para que los periodistas del corazón no se inventasen historias salvajes y sensacionalistas sobre su orientación sexual.
Una vez reconocida su homosexualidad, la popularidad de Wowereit no ha bajado; sin embargo, desde algunas posiciones se ha intentado perjudicarle por el hecho de ser gay, diciendo el candidato cristianodemócrata en la campaña que "Berlín necesita una primera dama", a lo que el alcalde respondió que "Querían una primera dama, aquí tienen a Jörg (el compañero de Klaus)... y eso está muy bien". De todas maneras, en 2006 volvió a ganar las elecciones (30,8% para su candidatura contra el 21,3% de los cristianodemócratas, el 13,4% para sus aliados del partido La Izquierda y otro 13,1% para los verdes y un 7,6% a los liberaldemócratas); esto le ha permitido continuar en el gobierno hasta el día de hoy.

## Cultura homosexual europea

### Activismo LGBT

#### Marchas del Orgullo
En muchas ciudades europeas, el Día del orgullo gay es celebrado con multitudinarias fiestas, manifestaciones y caravanas. Algunas de ellas, como la de Madrid, son de las más multitudinarias del mundo. En general son permitidas y no hay conflictos aunque, como ya se ha ejemplificado más arriba (apartado de homofobia), excepcionalmente surgen conflictos con las instituciones y/o grupos homófobos de la sociedad civil. La marcha más importante y multitudinaria es la de Madrid, que congrega más de dos millones de personas en el centro de la capital española, especialmente el barrio de Chueca y los alrededores de la Gran Vía.

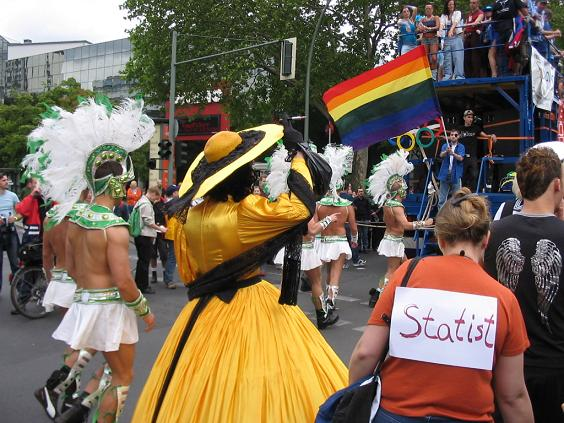
Christopher Street Day Berlin.
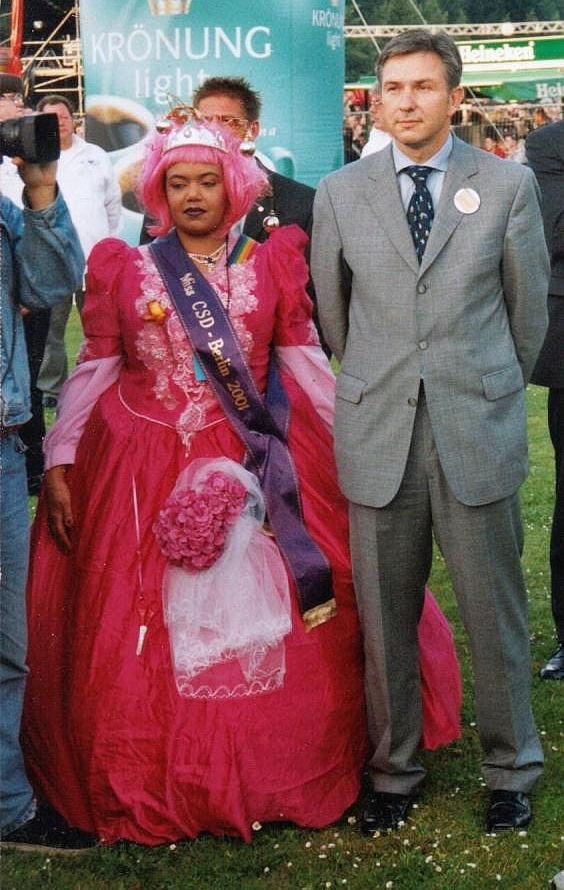
Klaus Wowereit en la Christopher Street Day Berlin de 2001.
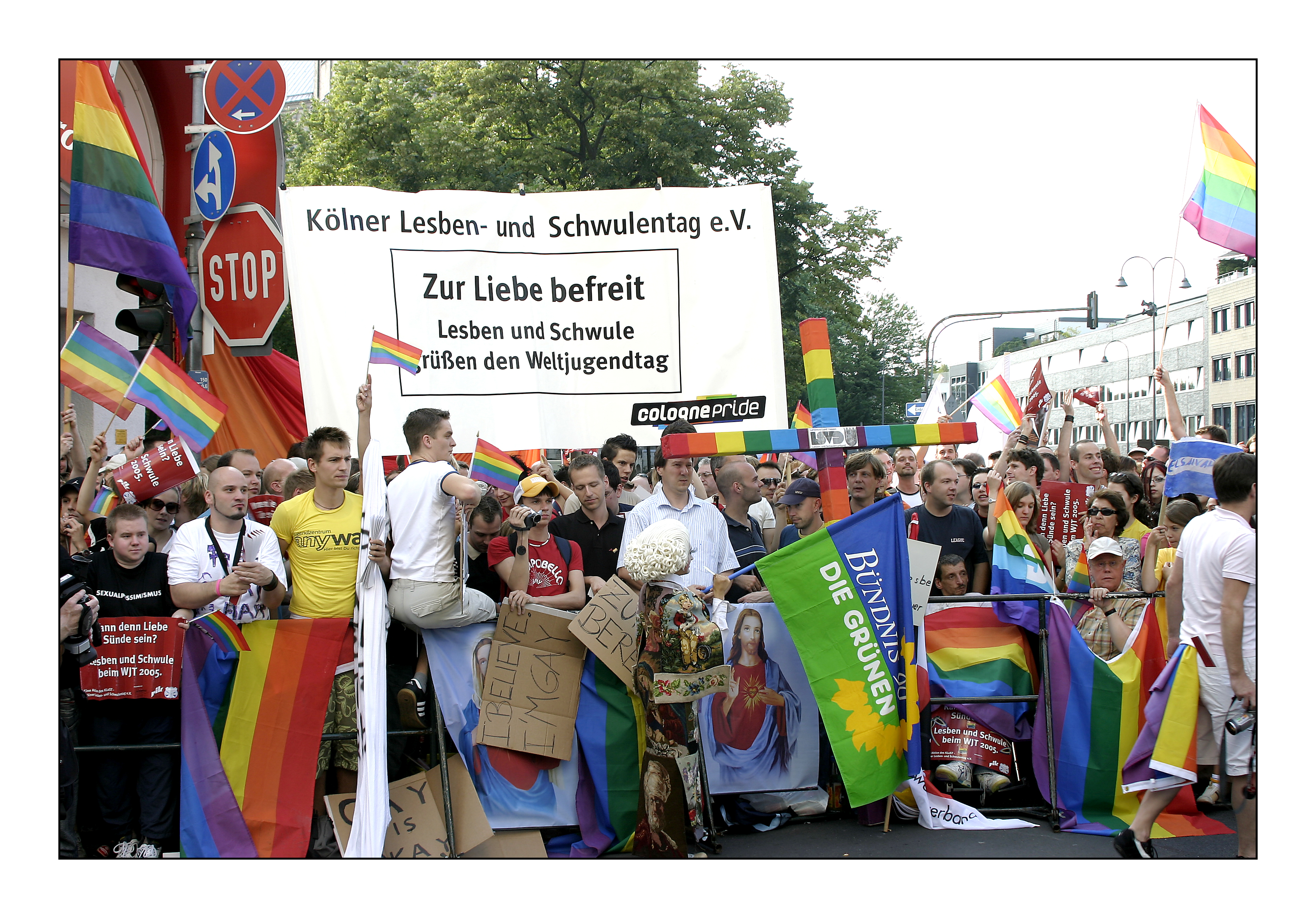
Manifestación del orgullo gay.

### Europride

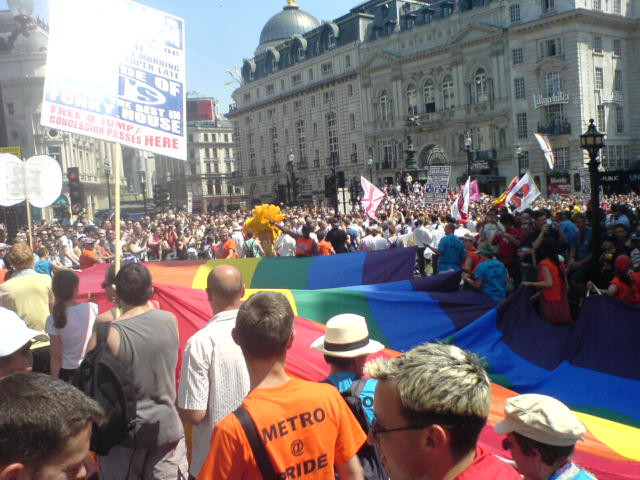
Bandera arco iris en Piccadilly Circus, Londres, Europride 2006

El Europride es un evento organizado cada año desde 1992 con el objetivo de promocionar la visibilidad de las personas que forman parte del colectivo LGBT y de sus defensores en Europa.
Cada año se celebra en una ciudad diferente, y hasta la fecha, se ha celebrado en ciudades como Londres (1992 y 2006), Berlín (1993), Ámsterdam (1994), París (1997), Roma (2000 y 2011), Madrid (2007) o Varsovia (2010).
Hay que destacar que el Europride que debería haber sido realizado en Londres en 1999 fue cancelado debido a la bancarrota de los organizadores y que la celebración más numerosa fue la de Madrid, en 2007, a la que acudieron más de 1.500.000 personas.

### Zonas con una importante comunidad LGBT
Localidades:
- Miconos (Grecia)
- Sitges (Cataluña, España)
- Torre del Lago Puccini (Italia)
- Gallipoli (Italia)
- Torremolinos (Andalucía, España)

Barrios y calles:

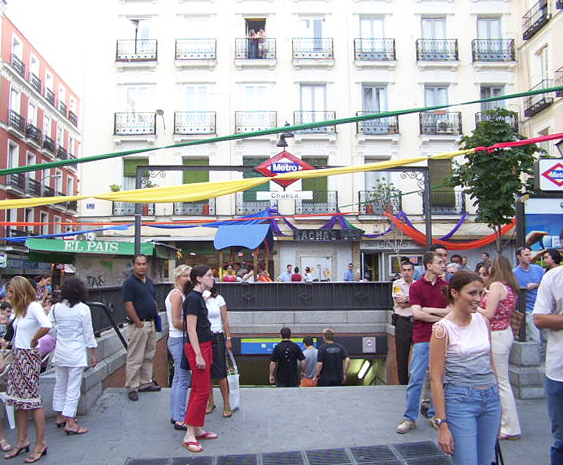
Vista de la plaza de Chueca.

- Canal Street (Mánchester, Reino Unido)
- Chueca (Madrid, España)
- Ensanche (Barcelona, Cataluña, España)
- Maspalomas (Gran Canaria, Canarias, España)
- Hurst Street (Birmingham, Reino Unido)
- Le Marais (París, Francia)
- Motzstraße (Berlín, Alemania)
- Nordend (Fráncfort, Alemania)
- Old Compton Street (Londres, Reino Unido)
- The Pink Mile (Dublín, Irlanda)
- Vauxhall (Londres, Reino Unido)
- Via San Giovanni in Laterano (Roma, Italia)